# Near-field communication

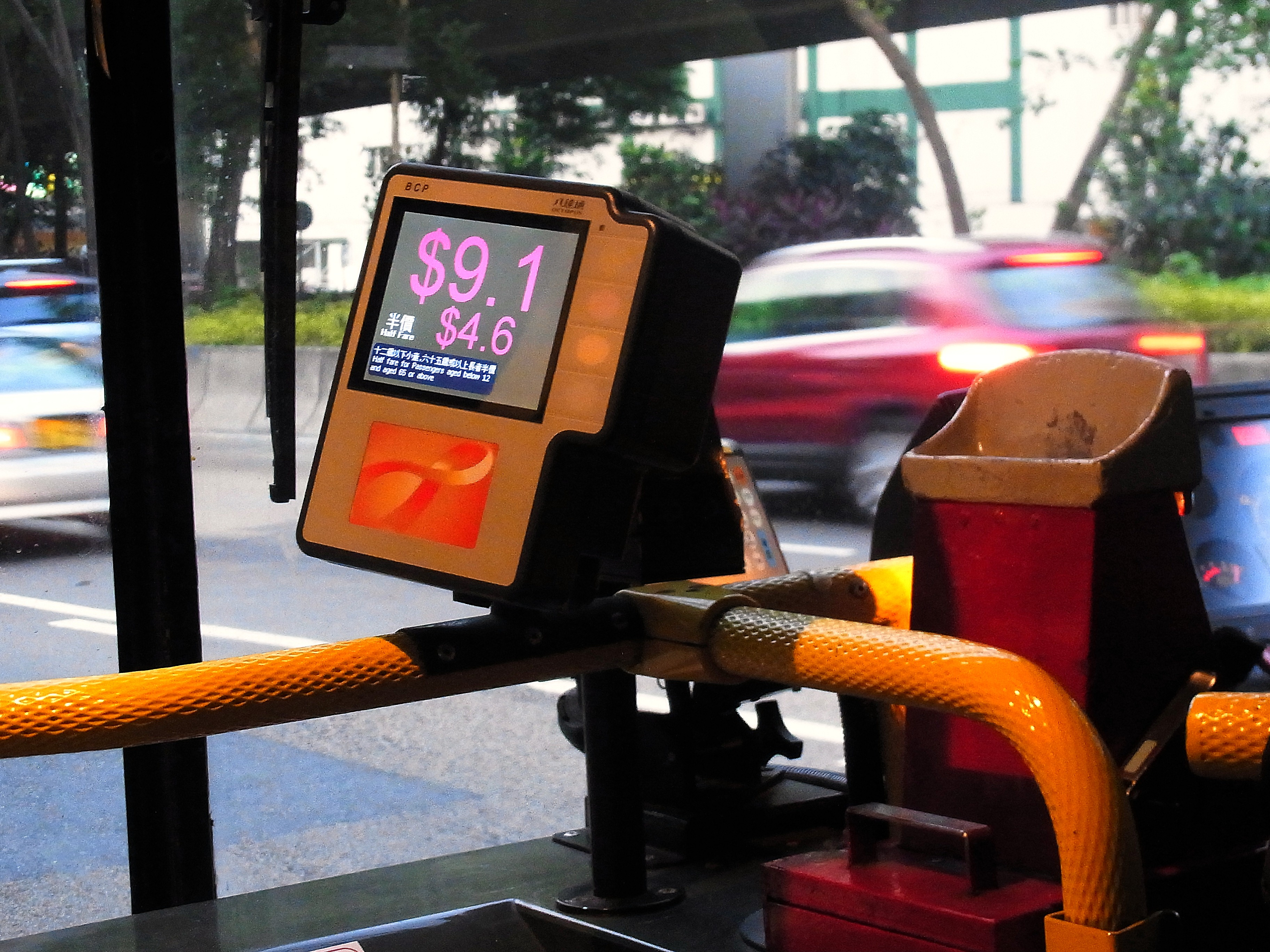
In Hongkong kan met de Octopus card niet alleen betaald worden bij het openbaar vervoer ...

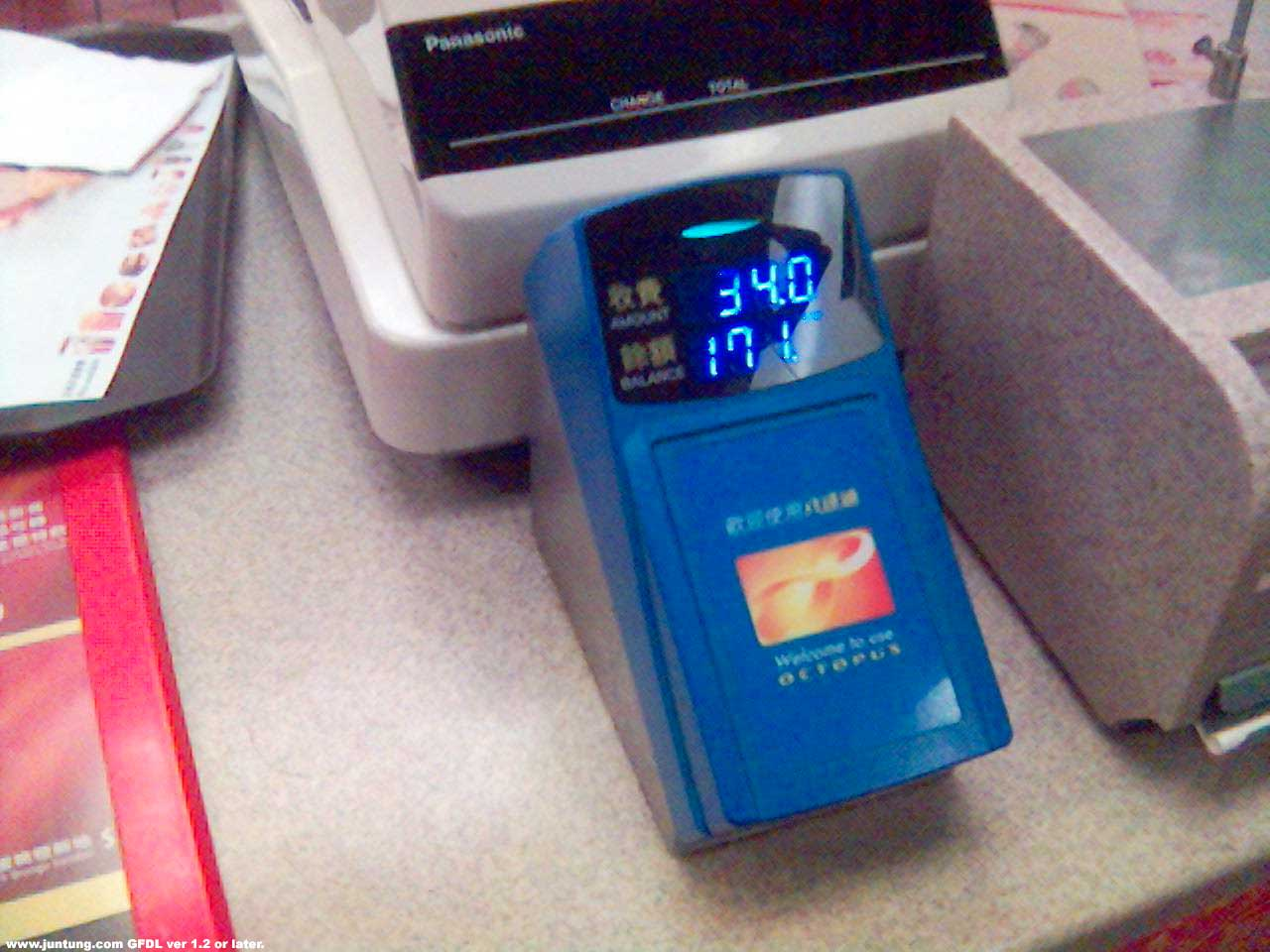
... maar ook in winkels zoals McDonald's

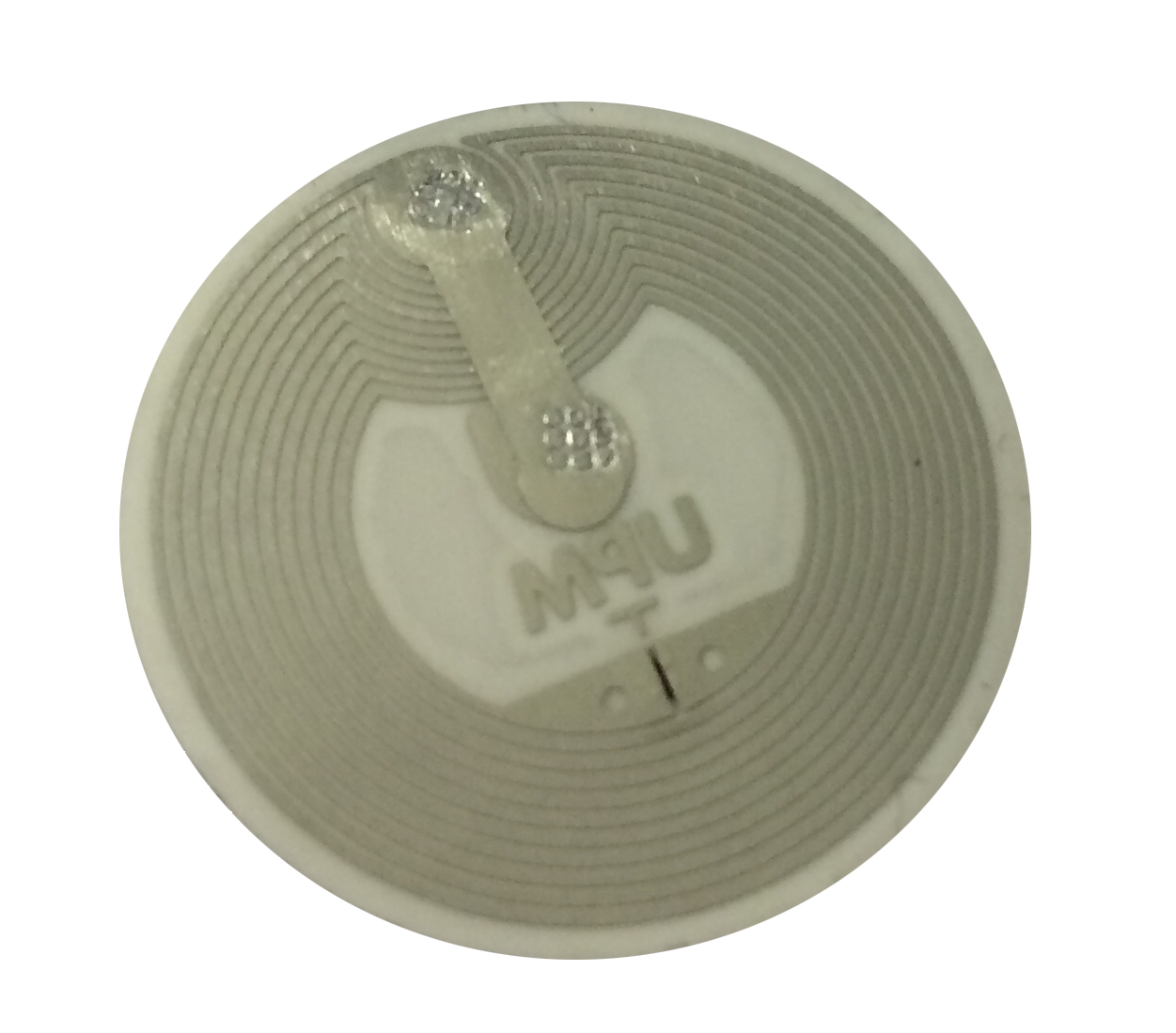
Een NFC-tag ter grootte van een euromunt

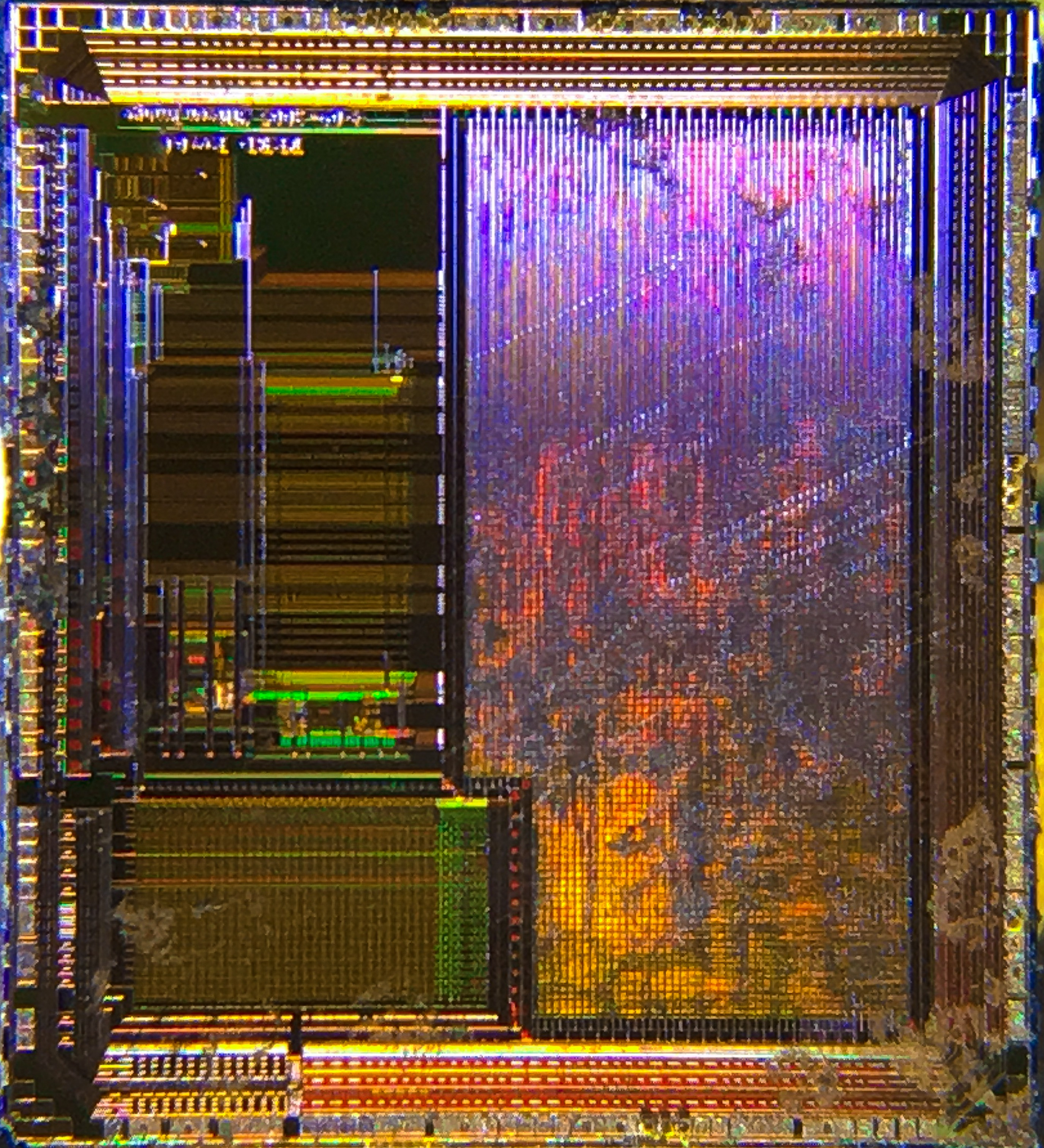
De Secure Element chip. Deze NFC-chip wordt voornamelijk gebruikt in smartphones en transactieapparatuur.

Near-field communication of NFC is een contactloze communicatiemethode op korte afstand, vaak tussen enerzijds een zend-/ontvangapparaat met een voeding en anderzijds een kaart of ander object met een chip en een antenne, die gezamenlijk een NFC-tag genoemd worden. De tag heeft geen voeding nodig, hij ontvangt door inductie energie van het apparaat. De tag neemt dus niet het initiatief voor de communicatie. Het apparaat moet voortdurend een signaal uitzenden om te detecteren of er een tag in de buurt is.
NFC wordt op verschillende manieren gebruikt, waarbij het uitwisselen van informatie tussen een actieve lezer en een passieve tag de essentie is (de term "lezer" wordt ook wel gebruikt als er informatie in de tag wordt geschreven). NFC kan verwerkt zijn in een mobiele telefoon om betalingstransacties uit te voeren (passieve modus, de telefoon speelt de rol van het object met de tag) of een paspoort te scannen (actieve modus, de telefoon speelt de rol van het apparaat), in een polsbandje, smartcard of sleutelhanger voor toegangscontrole, in kleding verwerkt zijn om informatie op te vragen of in drukwerk voor reclamedoeleinden.

## Tappen
Een kaart of telefoon bij een apparaat houden voor NFC wordt wel tappen genoemd, als tegenhanger van dippen, waarbij een kaart in een apparaat geschoven wordt. Tappen kan onder meer resulteren in inchecken (eventueel met het opengaan van een poortje), uitchecken (idem), en/of betalen of een vorm van registratie, of een foutmelding (bijvoorbeeld wegens een verkeerde kaart, twee kaarten tegelijk, te weinig saldo, of de kaart te kort of niet goed bij de kaartlezer houden). Twee kaarten tegelijk tappen is vaak niet de bedoeling, maar kan in plaats van in een foutmelding, ook resulteren in twee transacties, bijvoorbeeld dubbel betalen. Dit wordt voorkomen door andere kaarten dan de bedoelde op voldoende afstand te houden.

## Kenmerken
De tags zijn niet duur en reeds vanaf zo'n 14 millimeter beschikbaar. Een NFC-chip heeft doorgaans een optimaal bereik van ongeveer 1 - 10 centimeter, afhankelijk van de kracht van de lezer en de kwaliteit van de tag. Voor een NFC-tag is geen energievoorziening nodig, daardoor kan hij in tal van toepassingen verwerkt worden, zoals bijvoorbeeld een sticker. De NFC-lezer zorgt voor de benodigde energie. Daardoor zijn de afstand, de kracht van de lezer en de kwaliteit van de tag van invloed op de gegevensoverdracht. Hoe korter de afstand, des te beter de communicatie over het algemeen plaatsvindt.
NFC is een RFID-standaard die gebruikmaakt van de ISM-frequentieband op 13,56 MHz. In theorie heeft deze frequentie een bereik van 3,5 meter, maar dit is in de praktijk vrijwel niet haalbaar. Verstoringen tussen de lezer en de tag (ruis) leiden ertoe dat de energie niet overgedragen kan worden naar de tag en de gegevensoverdracht daardoor niet (goed) kan plaatsvinden. Een RFID-systeem maakt gebruik van een tag, een lezer (bijvoorbeeld een scanner of een mobiele telefoon) en een backend (bijvoorbeeld een netwerk met een database).
Een NFC-chip kan in drie verschillende standen werken:
- tag-emulatie (passieve modus), waar de NFC-chip zich gedraagt als een tag;
- actieve modus waar de NFC-chip zich gedraagt als een lezer;
- peer-to-peer mode, waarbij het mogelijk is om te communiceren tussen twee NFC-toestellen (bijvoorbeeld bestandstransmissie).

NFC is met diverse RFID-standaarden uitwisselbaar, zoals ISO/IEC 14443A/B en ISO/IEC 15693, maar ook de FeliCa-card van Sony (deze toepassing is niet goedgekeurd door ISO).
De techniek is ontwikkeld en gestandaardiseerd door het NFC-forum waar onder andere Philips, Sony en Nokia deel van uitmaken. Ze is vooral bedoeld voor gebruik in mobiele telefoons.

## Toepassingen
NFC bouwt verder op RFID-systemen door ook tweerichtingscommunicatie toe te laten, waar eerdere systemen zoals contactloze smartcards alleen eenrichtingscommunicatie toelieten. Doordat voedingloze NFC-tags ook door NFC-apparaten gelezen kunnen worden, kunnen ze ook eenrichtingsapplicaties vervangen.

### Commercie
NFC wordt gebruikt bij vervoerbewijzen zoals de OV-chipkaart en de eenmalige chipkaart. Inmiddels (2020) zijn de contactloze betaalautomaten bij winkels breed uitgerold en kan er met behulp van een Android of iPhone betaald worden. Zodra hiervoor Google Pay of Apple Pay geconfigureerd is (een betaalrekening is gekoppeld aan het Google- of Apple- account) kan er met behulp van de mobiele telefoon of een gekoppelde wearable (horloge/smartwatch) een transactie uitgevoerd worden op de daarvoor geschikte betaalautomaten met contactloos betalen.
In veel parkeergarages is het mogelijk om via NFC te betalen voor een parkeerkaartje, bijvoorbeeld bij de garages van Q-Park. Ook wordt het veel toegepast in toegangscontrole- en veebeheersystemen.
Printers die ingericht zijn om alleen de printopdrachten van de desbetreffende aanbieder af te drukken kunnen ook voorzien zijn van een NFC-lezer. Dit maakt het voor de gebruiker eenvoudig om zonder het invoeren van een gebruikersnaam en wachtwoord de printopdracht uit te voeren. De NFC-tag is dan verwerkt in de toegangspas of in een mobiele telefoon.

#### Voorbeeld: OV-chipkaart
Als een OV-chipkaart bij een apparaat voor in- of uitchecken wordt gehouden leest het apparaat informatie die op de kaart staat, bijvoorbeeld het saldo en het eventuele abonnement, en plaatst het apparaat nieuwe informatie op de kaart, namelijk de transactiegegevens en bij reizen op saldo het nieuwe saldo. Het apparaat hoeft daarvoor niet online te zijn, maar als het vaak online gaat om de transacties door te geven heeft dat wel het voordeel dat de gebruiker na korte tijd via internet een bevestiging van de transactie kan zien.

#### Voorbeeld: contactloos betalen
Als een bankpas bij een betaalautomaat wordt gehouden leest het apparaat het rekeningnummer, en raadpleegt het online het saldo. Bij voldoende saldo wordt de betaling bevestigd. Er wordt geen informatie op de pas toegevoegd of gewijzigd, het apparaat vraagt dus alleen deze informatie op van de pas, het stuurt geen informatie naar de kaart. De gebruiker kan direct via internet een bevestiging van de transactie zien.

### Betaalpassen
Betaalpassen (zowel debetkaarten als kredietkaarten) hebben naast de EMV-chip steeds vaker een NFC-tag voor contactloos betalen. De implementatie van de EMV-chip zorgde vooral voor de mogelijkheid om veiliger te betalen. De toepassing van een NFC-tag is daarentegen meer gericht op betaalgemak. Het gebruik van de EMV-chip heeft succes opgeleverd en anno 2020 zijn er, in Nederland, vrijwel geen meldingen van skimmen meer. Het gebruik van de NFC-tag draagt bij aan de doelstelling om het betalingsverkeer zo veel mogelijk via een betaalkaart plaats te laten vinden. Het probleem van bankfraude lijkt zich verplaatst te hebben naar het domein van internetbankieren, waarbij de schade in de loop der jaren fors is gedaald. Begin 2021 was het nog niet mogelijk om contactloos geld op te nemen bij geldautomaten.
Bij OVpay wordt in plaats van een OV-chipkaart een betaalpas of creditcard gebruikt voor in- en uitchecken.

### Paspoort
Het Nederlands biometrisch paspoort is voorzien van een NFC-tag.

### Location Based Services
NFC kan (als variant) in een location-based service aangeboden worden. Bijvoorbeeld voor een bezoeker van een evenement waar een organisatie graag extra informatie wil aanbieden of een koppeling naar sociale media tot stand wil brengen met de bezoeker.

### Bluetooth en wifi-verbindingen
Met behulp van NFC kan de (eerste) koppeling tussen twee bluetooth-apparaten tot stand gebracht worden. Bijvoorbeeld een draadloze hoofdtelefoon met een mobiele telefoon. De NFC-technologie in beide apparaten zorgt dan voor het tot stand brengen van de bluetoothverbinding waarna de apparaten via bluetooth verbonden blijven.
Hetzelfde principe kan worden toegepast voor een wifi-verbinding, bijvoorbeeld op een evenement waar de gastheer de bezoekers toegang wil verschaffen tot een wifi-netwerk. Via een NFC-koppeling kan dan de wifi-verbinding opgezet worden, desgewenst inclusief autorisatie.

## Geschiedenis

### Proeflocaties
In Nederland is de NFC-techniek getest door onder andere Diergaarde Blijdorp en de Rabobank als ticketsysteem. Klanten van Rabo Mobiel die via het internet een toegangsbewijs van Diergaarde Blijdorp hebben aangeschaft kunnen door middel van NFC nu gewoon doorlopen. De Rabobank is ook bezig om NFC in te laten zetten als betaalmiddel. Zo sloot het in 2008 nog een succesvolle test af bij Febo. Hierbij konden gebruikers dankzij hun mobiele telefoon uitgerust met NFC eenvoudig een kroket uit de muur trekken zonder op zoek te moeten naar kleingeld. Dergelijke testen liepen ook bij de C1000 in Molenaarsgraaf en bij enkele Coca-Cola-automaten. Eerder werd NFC al succesvol toegepast in het stadion van Roda JC, waar het tijdelijk de seizoenskaart verving.
In België lanceerde Keytrade in december 2012 KeyKash, een systeem om door twee smartphones tegen elkaar te houden geld over te schrijven van de ene eigenaar naar de andere. Dit systeem kende geen succes en is ondertussen verdwenen.
Op 2 september 2013 werd in Leiden met een proef begonnen waarbij 1000 uitgekozen klanten van de Rabobank, ING en ABN AMRO een gratis telefoon (Galaxy Express) kregen met hun betaalpas erop om zo op 100 locaties binnen de stad door middel van NFC te kunnen betalen.
Sinds 2000 wordt het ook op grote schaal toegepast in de thuiszorg. De zorgpas van de cliënt wordt door de thuiszorgmedewerker gescand met de NFC-telefoon. Een speciale toepassing op de telefoon registreert de gegevens en stuurt ze direct door via het mobiele netwerk naar het zorgregistratiesysteem van de thuiszorgorganisatie. De thuiszorgmedewerker hoeft daardoor geen administratie meer bij te houden over de geleverde zorg.
In 2009 rolden uitzendbureaus In Person en USG People in Nederland een NFC-gebaseerd registratiesysteem uit bij al haar opdrachtgevers. Door gebruik te maken van NFC-passen hoeven medewerkers geen urenbriefjes meer in te vullen.
Ook in ID-kaarten en paspoorten zit een tag, waardoor onder andere inchecken op vliegvelden sneller kan verlopen door middel van automatische poortjes.

## Problemen

### OV-chipkaart
De in 2008 geïntroduceerde OV-chipkaart kan wanneer deze tegelijkertijd met een contactloze betaalpas wordt aangeboden aan het OV-chipkaartsysteem tot problemen leiden. Veelal volgt er dan een foutmelding en dient de reiziger de OV-chipkaart opnieuw aan te bieden.
De OV-chipkaart bleek (door ontwerpfouten) te kraken en zelfs in strijd te zijn met de Nederlandse privacywetgeving.

### Hacking
Het gemak van het gebruik van NFC kan bij verkeerde implementatie echter ook tot problematische situaties leiden. Zo verscheen in december 2008 de applicatie eCL0WN waarmee chips van biometrische paspoorten kunnen worden uitgelezen en gekopieerd. In 2019 werden in Nederland personen veroordeeld omdat zij onrechtmatig OV-chipkaarten hadden gehackt, opgewaardeerd en om restitutie hadden gevraagd van een anonieme OV-chipkaart.